# Yinzu (köpinghuvudort i Kina, Hubei Sheng, lat 29,96, long 114,89)
Yinzu är en köpinghuvudort i Kina. Den ligger i provinsen Hubei, i den centrala delen av landet, omkring 90 kilometer sydost om provinshuvudstaden Wuhan. Antalet invånare är 35 626. Befolkningen består av 17 233 kvinnor och 18 393 män. Barn under 15 år utgör 20,0 %, vuxna 15-64 år 71 %, och äldre över 65 år 8,0 %.
Runt Yinzu är det tätbefolkat, med 411 invånare per kvadratkilometer. Närmaste större samhälle är Majiao, 12,2 km norr om Yinzu. Trakten runt Yinzu består till största delen av jordbruksmark.
Genomsnittlig årsnederbörd är 2 075 millimeter. Den regnigaste månaden är maj, med i genomsnitt 315 mm nederbörd, och den torraste är januari, med 48 mm nederbörd.